# フィーアデン
フィーアデン (ドイツ語: Vierden) は、ドイツ連邦共和国ニーダーザクセン州のローテンブルク（ヴュンメ）郡に属す町村（以下、本項では便宜上「町」と記述する）で、ザムトゲマインデ・ジッテンゼンを構成する自治体の一つである。

## 地理

### 自治体の構成
首邑フィーアデンの他に、グロース・イッペンゼン、クライン・イッペンゼン、ラムスハウゼン、ニュッテルが自治体フィーアデンに属す。

## 歴史
イッペンゼンは1335年のブクステフーデ修道院の財産録に初めて記録されている。

## 行政

### 議会
この町の町議会は、町長の他に8人の議員で構成されている。

### 紋章
この町の紋章には、フィーアデンの城が描かれている。

## 経済と社会資本

### 交通
この町は連邦アウトバーンA1号線の北西5kmに位置しており、郡道K139号線経由でジッテンゼン・インターチェンジからこれにアクセスする。

## 引用
1. ↑  Landesamt für Statistik Niedersachsen, LSN-Online Regionaldatenbank, Tabelle A100001G: Fortschreibung des Bevölkerungsstandes, Stand 31. Dezember 2023